# Alunado (álbum de Frágil)
Alunado es el cuarto disco de estudio de Frágil, lanzado en 1995; el cantante de dicho álbum es Santino de la Torre.

## Lista de canciones
| N.º | Título                  | Música              | Escritor(es)                          | Duración |  |
| 1.  | «Del mañana»            | César Bustamente    | Luis Valderrama y Santino de la Torre | 4:47     |  |
| 2.  | «La noche»              | Santino de la Torre | Santino de la Torre                   | 3:19     |  |
| 3.  | «Aferrarme a ti»        | Luis Valderrama     | Luis Valderrama                       | 3:15     |  |
| 4.  | «Av. Larco»             | César Bustamente    | Andrés Dulude                         | 3:36     |  |
| 5.  | «Un día más aquí»       | Santino de la Torre | Santino de la Torre                   | 3:33     |  |
| 6.  | «Alunado»               | Octavio Castillo    | Luis Valderrama                       | 5:47     |  |
| 7.  | «Caras»                 | César Bustamente    | Andrés Dulude                         | 3:48     |  |
| 8.  | «Basta ya!»             | Frágil              | César Bustamente y Luis Valderrama    | 3:55     |  |
| 9.  | «Sorpresa del tiempo»   | César Bustamente    | Luis Valderrama                       | 3:47     |  |
| 10. | «Hecha de rayos de sol» | César Bustamente    | Luis Valderrama                       | 3:50     |  |
| 11. | «Inquietudes»           | César Bustamente    | Luis Valderrama                       | 4:02     |  |
| 12. | «No nos pueden parar»   | Octavio Castillo    | Octavio Castillo                      | 3:45     |  |

## Presentación
- Santino de la Torre – Voz, coros
- Octavio Castillo – Teclados y coros
- Luis Valderrama – Guitarra eléctrica
- César Bustamante – Bajo y coros
- Jorge Durand – Batería, percusión y coros